# William Scherr
William Harold Scherr  (* 27. června 1961 Eureka, USA) je bývalý americký zápasník, volnostylař. V roce 1988 na olympijských hrách v Soulu vybojoval bronzovou medaili v kategorii do 100 kg.
Zápasu se věnoval také jeho bratr, jednovaječné dvojče Jim Scherr.